# Gitta Rost
Gitta Rost (* 4. Juni 1943 in Schilda, verheiratete Gitta Sommerfeld) ist eine ehemalige deutsche Badmintonspielerin.

## Karriere
In Tröbitz erlernte sie das Badminton-Spiel in der BSG Aktivist Tröbitz. Für diesen Verein errang sie auch alle ihre nationalen Erfolge. Nach einer Silber- und Bronzemedaille bei den Juniorenmeisterschaften des Bezirks Cottbus arbeitete sie sich 1962 auf den dritten Platz der Bezirksrangliste Cottbus der Erwachsenen hinter Hildegard Gude (Chemie Weißwasser) und Gisela Lange (Aufbau Calau) vor. Mit dem Damendoppel-Titelgewinn des Bezirks im selben Jahr gelang ihr auch der Durchbruch in der ersten Mannschaft des Niederlausitzer Vereins. So gehörte sie 1964, 1965 und 1966 als Stammspielerin dem DDR-Meisterteam aus Tröbitz an. Nach der Geburt ihres Sohnes Ralf im Jahr 1967 beendete sie ihre sportliche Laufbahn.
Sie lebt auch heute noch in Schilda.

## Nationale Titel
| Veranstaltung                | Saison    | Disziplin  | Sieger |
| ---------------------------- | --------- | ---------- | --- |
| DDR-Mannschaftsmeisterschaft | 1963/1964 | Mannschaft | Aktivist Tröbitz (Gottfried Seemann, Gerolf Seemann, Erich Wilde, Klaus Katzor, Gitta Rost, Annemarie Fritzsche, Rita Gerschner)                                                                                   |
| DDR-Mannschaftsmeisterschaft | 1964/1965 | Mannschaft | Aktivist Tröbitz (Gottfried Seemann, Gerolf Seemann, Erich Wilde, Klaus Katzor, Heinz Glormus, Gerhard Dietze, Peter Schurig, Gotthard Girke, Marlies Bissendorf, Gitta Rost, Annemarie Fritzsche, Rita Gerschner) |
| DDR-Mannschaftsmeisterschaft | 1965/1966 | Mannschaft | Aktivist Tröbitz (Gottfried Seemann, Joachim Schimpke, Gerolf Seemann, Peter Schurig, Erich Wilde, Klaus Katzor, Rita Gerschner, Annemarie Fritzsche, Gitta Rost)                                                  |